# Oktoberrevolutionen
Oktoberrevolutionen, også kendt som den Bolsjevikiske Revolution eller i henhold til sovjetisk historieskrivning den Store Socialistiske Oktoberrevolution, var den anden russiske revolution i 1917, der fandt sted den 25. oktober G.S. (den 7. november N.S) 1917. Revolutionen var anført af Vladimir Lenins bolsjevikker, som lykkes med at vælte den russiske provisoriske regering gennem et væbnet oprør i den daværende russiske hovedstad Petrograd (nutidens Sankt Petersborg). Revolutionen repræsenterede derpå det andet vellykkede revolutionære regeringsskifte i Rusland i 1917, idet den provisoriske regering var kommet til magten tidligere samme år i kølvandet på Februarrevolutionen, hvor zar Nikolaj 2. var trådt tilbage. Oktoberrevolutionen blev organiseret og ledet af politikerne Lev Trotskij, Vladimir Lenin og Pavel Dybenko. Ved udråbelsen af den Russiske Sovjetrepublik var Lenin regeringsleder. 
Den 25. oktober (efter den julianske kalender, 7. november efter den gregorianske kalender) gjorde arbejdermilitser fra Bolsjevikpartiet (kommunisterne) og Petrograds sovjetråd (Den Røde Garde) oprør mod den provisoriske regering i Petrograd. Oprøret i Petrograd, der blev koordineret af Trotskij, forløb for størstedelens vedkommende uden blodsudgydelser. Den Røde Garde overtog kontrollen med regeringsfaciliteterne. Om natten mellem den 7. og den 8. november (25.-26. oktoberjk) angreb de og overtog Vinterpaladset. Den 8. november blev den officielle dato for revolutionen efter overgangen til den gregorianske kalender i 1918.
Oktoberrevolutionen adskilte sig fra februarrevolutionen ved, at den ikke voksede ud af en masseopstand, og ved at den var planlagt – skønt den altså ikke gik efter planen. Oprettelsen af Folkekommissærernes råd indebar ikke mere, end at bolsjevikkerne nu havde magten i Petrograd, men i begyndelsen af november fik de efter hårde kampe også kontrollen over Moskva.
I 1918 sluttede det nye styre fred med Tyskland og trak sig ud af 1. verdenskrig. Det blev dråben, der fik bægeret til at flyde over for styrets modstandere indenlands og udenlands. Omfattende væbnet opstand mod det bolsjevikiske styre begyndte, og Den Russiske Borgerkrig var en realitet. Den skulle vare de næste tre år, og først derefter var den bolsjevikiske magtovertagelse endeligt sikret. Sovjetunionen blev oprettet i 1922 ved Traktaten om dannelse af Unionen af socialistiske sovjetrepublikker. 

## Baggrund
Efter zarens tilbagetræden den 2. marts 1917 i forbindelse med Februarrevolutionen tog en provisorisk regering bestående af tidligere medlemmer af dumaen under den liberale fyrste Lvov magten den 15. marts 1917. Snart opstod en magtkamp mellem den provisoriske regering, som var domineret af liberale og socialister, og Petrograds sovjet domineret af kommunister. Sovjetten havde sikret sig stor magt, blandt andet inden for militæret, og traf beslutninger, som underminerede regeringen. 
Lenin befandt sig i landflygtighed i Schweiz, da han fik at vide, at zaren var blevet afsat og en ny provisorisk regering dannet. Han besluttede sig for at vende tilbage til Rusland. Tyskland hjalp ham i april med transporten (gennem Sverige), eftersom man regnede med, at hans tilstedeværelse i Rusland ville forøge den politiske ustabilitet i landet, svække den nye russiske regerings stilling og landets styrke i 1. verdenskrig. Samtidig kalkulerede Tyskland med, at Lenin, hvis han kom til magten, ville trække Rusland ud af krigen, hvilket han havde sagt og også gjorde.
I juli erstattedes Lvov af socialisten Aleksandr Kerenskij som regeringschef i den provisoriske regering. I efteråret 1917 var landet gledet ind i en kaotisk tilstand. Ruslands enorme tab på slagmarken, sult og en hård vinter, som havde været medvirkende årsager til, at februarrevolutionen var brudt ud, havde styrket bolsjevikkernes indflydelse i arbejderrådene. I slutningen af juli havde bolsjevikkerne den egentlige magt i hovedstaden Petrograd efter at have krævet mere magt til sovjetterne. 
De russiske tab og nederlagene i den igangværende 1. verdenskrig med en hær og folk, der forholdt sig stadig mere kritiske til krigen, satte pres på regeringen. Den provisoriske regering under Kerenskij valgte at fortsætte krigen, især på grund af pres fra Storbritannien og Frankrig. Et mislykket kupforsøg fra de revolutionæres side i juli førte til, at flere bolsjevikker blev sat i fængsel eller drevet på flugt ud af landet. Efter, at den provisoriske regering havde haft behov for bolsjevikkernes hjælp for at afværge et højrekup ved general Kornilov i Petrograd, voksede deres indflydelse. Da Kornilovs tropper nærmede sig Petrograd, blev de fængslede bolsjevikker sluppet fri og bevæbnedes, og bolsjevikkerne udnyttede regeringens manglende evne til at vinde en opinionssejr.

## Revolutionen
Bolsjevikkerne kom i minoritet ved valget til sovjetterne inden mødet for arbejdernes og de soldatdeputeredes første kongres. Delegaterne omfattede 283 fra Det Socialrevolutionære Parti, 248 mensjevikker, 105 bolsjevikker og 73 partiløse. Kongressen fandt sted i juni 1917, inden den zartrofaste general Kornilovs mislykkede kupforsøg i august. 
Kupforsøget vendte opinionen i Rusland. I slutningen af oktober samledes på ny arbejder-, soldater- og bondesovjetternes nationale kongres, og dens politiske sammensætning var nu en anden end fire måneder tidligere: Ud af 650 delegater kontrollerede højremensjevikkerne og de socialrevolutionære samlet mindre end 100. Bolsjevikkerne havde absolut majoritet med omkring 390 delegater, til hvilke venstremensjevikkerne og venstresocialrevolutionære tilsluttede sig. De resterende delegater forlod kongressen og gik over til den kontrarevolutionære side.
Den bolsjevikiske rejsning indledtes af Jaan Anvelt i Tallinn den 5. november. Revolutionen varede cirka 10 dage. Bolsjevikkerne udstationerede bevæbnede vagter på jernbane- og telegrafstationer. Den provisoriske regering i Petrograd blev styrtet natten til den 7. november. Trotskij planlagde og ledte den Den Røde Garde i Petrograd, da de besatte vigtige regeringsbygninger. Om aftenen klokken 21:45 den 6. november indledtes angrebet på Vinterpaladset, hvor regeringen havde sit sæde, hvilket signaleredes med et løst skud fra krydseren Aurora. Vinterpaladset var beskyttet af kosakker, en kvindebataljon samt kadetkorpset, men de blev efterhånden fortrængt. Paladset blev stormet og næsten uden tab af liv indtaget omkring klokken 2 om natten den 7. De revolutionære mødte ingen større modstand, og de medlemmer af den provisoriske regering, som ikke var flygtet, blev taget til fange. Det lykkedes Kerenskij at flygte til USA. Bolsjevikkerne kunne efter blot få timer oprette en regering.